# Кечуа (природний регіон Перу)

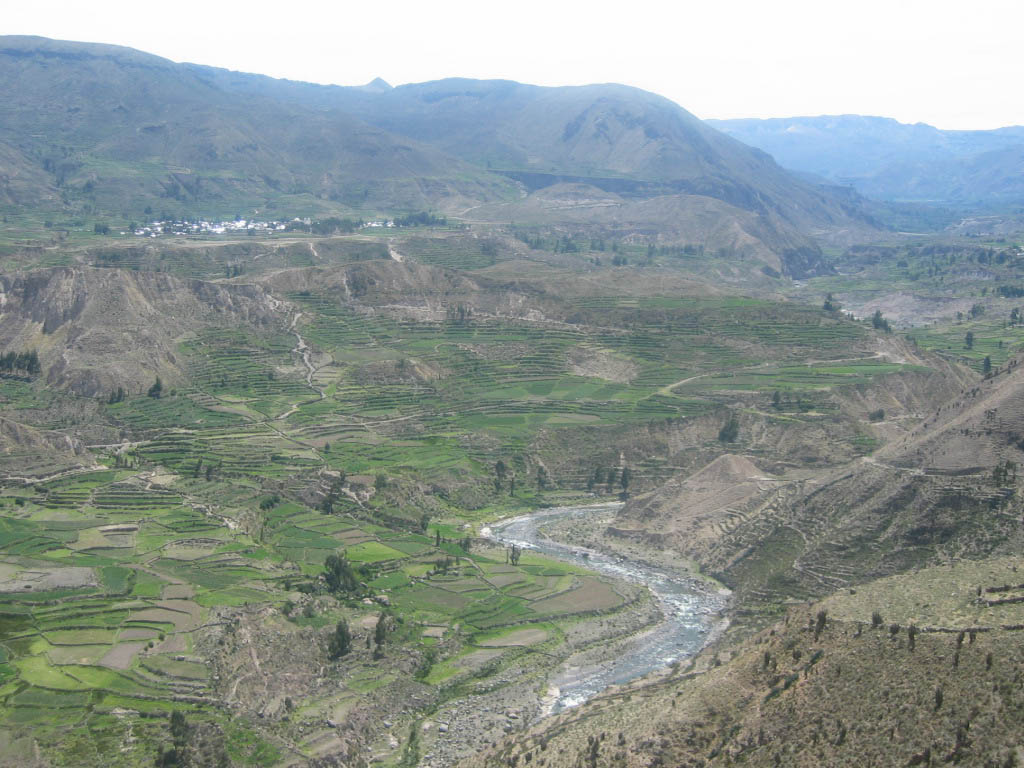
Долина Колка, регіон Арекіпа

Кечуа (кечва; ісп. Quechua, від кеч. Qhichwa — «помірна зона»)— один із восьми природних регіонів Перу, на які поділяється країна за Хав'єром Пульгаром Відалем. Розташований а Андах на висотах від 2300 до 3500 м над рівнем моря.
Це напівсухий регіон, проте має літній сезон дощів. Опади та середні температури швидко знижуються з висотою. Середні температури від 11ºC до 16ºC. Рельєф дуже нерівний та характеризується численними вузькими долинами.
Характерна флора включає вільху, аррокачу, якон. Також вирощуються кукурудза, гарбузи, пасифлора, папая, пшениця та персики.
| Перу | Це незавершена стаття з географії Перу. Ви можете допомогти проєкту, виправивши або дописавши її. |